# Idaea bischoffiaria
Idaea bischoffiaria är en fjärilsart som beskrevs av Fuchs 1884. Idaea bischoffiaria ingår i släktet Idaea och familjen mätare. Inga underarter finns listade i Catalogue of Life.